# Ischodnaja
Ischodnaja (ros. Исходная) – najwyższy szczyt Gór Czukockich, znajdujących się w Czukockim Okręgu Autonomicznym we wschodniej Rosji. Jego wysokość wynosi, według różnych źródeł 1887 lub 1843 m n.p.m.
Podnóże góry opływa potok Znocznyj, dopływ rzeki Telekej.